# Norseman
Norseman è una città situata nella regione di Goldfields-Esperance, in Australia Occidentale; essa si trova 726 chilometri a est di Perth ed è la sede della Contea di Dundas. Al censimento del 2006 contava 857 abitanti.